# Robbin Ami Silverberg
Robbin Ami Silverberg (geboren 1958) ist eine kanadisch-US-amerikanische Künstlerin, die neben ihrer kreativen Tätigkeit auch als Hochschullehrerin und Trainerin tätig ist. Sie hat Dobbin Mill, ein Atelier für die Herstellung von handgeschöpftem Papier und den Buchverlag Dobbin Books gegründet. Ihre Werke werden in über 130 öffentlichen Institutionen weltweit gesammelt.

## Leben

### Künstlerischer Werdegang
Silverberg machte 1980 ihren Bachelor mit cum laude in Kunstgeschichte an der Princeton University, New Jersey. 1981 studierte sie Bildhauerei an der School of the Museum of Fine Arts, Boston.
Im selben Jahr machte sie erste Schritte in der Papierherstellung und gründete Dobbin Books, eine Verlagswerkstatt für Künstlerbücher. 1989 gründete sie in Williamsburg (Brooklyn) Dobbin Mill, ein Atelier für Papierherstellung, wo sie mit andern und für andere hochqualitatives, handgeschöpftes Papier herstellt, vor allem aber auch für ihre eigenen künstlerischen Projekte. Im Garten des Anwesens zieht sie Pflanzen, deren Fasern sie für die Papierherstellung nutzt. Zunehmend arbeitet sie dabei mit Manilahanf.
Silverberg schuf eine Vielzahl von Künstlerbüchern allein und in Kooperation mit anderen Künstlern in den USA, Kanada, Europa und Südafrika. Ihre Arbeit konzentrierte sich konzeptionell auf die Wahrnehmung von Wörtern und Interlinearität, wobei der Schwerpunkt auf dem Prozess und dem Papier als aktiviertem Substrat liegt. Viele ihrer Bücher ähneln herkömmlichen Büchern, andere sind eher Skulpturen. Die Fertigstellung der Künstlerbücher kann Monate, aber auch Jahre in Anspruch nehmen. In einem aufwendigen Prozess stellt sie Papier, Texte und Buchbindungen selbst her.

### Lehrtätigkeiten
Von 1986 bis 1999 war Silverberg Referentin für Papierherstellung und Künstlerbücher am Center for Book Arts in New York City. Seit 1986 gibt sie dazu auch freiberuflich weltweit Workshops und Künstlerseminare, schwerpunktmäßig in den Vereinigten Staaten von Amerika, in Südafrika und in Europa. Seit 2002 ist Silverberg Professorin für Buchkunst am Pratt Institute in Clinton Hill (Brooklyn) am Fachbereich Fine Arts. Seit 2016 koordiniert sie den Studiengang „Buch“ am Pratt Institute. Dort können sich die Studenten mit Design, Geschichte, Kunst und Theorie des Buches auseinandersetzen und Form und Funktion von Büchern in der Gesellschaft untersuchen.

### Ehrenamtliches Engagement
Silverberg war von 1997 bis 2017 Vorstandsmitglied und ist seit 2017 US-Repräsentantin der britischen Stiftung The Ampersand Foundation. Seit 2005 ist sie Vizepräsidentin von Alma-on-Dobbin, einer 2003 gegründeten Stiftung für visuelle Kunst. Ziel der Stiftung ist die Vernetzung von Künstlern in Amerika, Zentral- und Osteuropa und Afrika. Von 2006 bis 2017 war Silverberg Präsidentin der Stiftung The Booklyn Artist Alliance. Von 2007 bis 2017 war sie Präsidentin des Center for Book Arts.

### Privates
Silverberg ist verheiratet mit den ungarischen Bildhauer András Böröcz. Die Hochzeit fand 1995 auf einem Kahn unter der Brooklyn Bridge statt. Die Tische waren mit dünnen farbenfrohen Papiertischdecken bedeckt. Die Schokoladen-Hochzeitstorte hatte die Form eines Buches. Das Brautpaar tauschte sein Gelübde unter einem Hochzeitsbaldachin (Chuppa) aus Papier aus. Die Schriftenrolle war aus lachsfarbenem Papier. Die beiden haben eine Tochter.

## Künstlerbücher (Auswahl)
- 1994: mit Christiana Wustinger: Knitting poetry. Auflage: 4. Flachsgewebtes und bemaltes, handgeschöpftes Papier aus Manilahanf. Christiana Wustlinger entwirft und erstellt die Flachwebereien, Robbin Ami Silverberg entwickelte das Buchkonzept und erstellte das Papier. Auf den gewebten Tafeln wurden Gedichte kalligrafisch dargestellt, die mit dem bemalten Papier umhüllt wurden.
- 1994: mit András Böröcz: Bread head fables. Auflage: 3. Böröcz erstellte Brotskulpturen, während Silverberg fotografiert, Papier herstellt und damit den Brotskulpturen ein zuhause gibt. Die Skulpturen wurden auf dem Popieluszko Square (benannt nach dem 1984 ermordeten polnischen Priester, der die Solidarnosc unterstützte) in Greenpoint, Brooklyn aufgestellt, fotografiert. Fotos, Skulpturen und Texte, die das Sterben des Priesters beschreiben, sind Bestandteil der Künstlerbuch-Box. 2013 wurde die Box mit zwei kleinen Büchern „News about Popieluszko“ und „Mosha's Bread“ ergänzt.
- 1996: titok (Geheimnis). Auflage: 5. Silverberg fragte zwanzig Künstler und Schriftsteller und einen Musiker per Brief, ein Geheimnis preiszugeben. Mit den Antworten hat sie ein Künstlerbuch geschaffen. Es besteht aus 27 Würfeln, die ihrerseits einen großen Würfel bilden. Die kleinen Würfel sind teilweise auf einer Seite offen, sind geschlossen, haben Gucklöcher oder enthalten weitere noch kleinere Würfel. Mit allen Würfeln können unterschiedliche Geräusche produziert werden. Die Oberflächen beschäftigen sich mit Ideen zu einem Geheimnis.
- 1996: Brush (sequence of opening)
- 1997: Mourning Prayer.
- 1997: The Emperor's Clothes
- 1997: Gemeinschaftswerk von Pepe Abela, Deborah Bell, Kim Berman, András Böröcz, Keith Dietrich, Gordon Gabashane, Carol Hofmeyr, Basil Jones, William Kentridge, David Koloane, Atta Kwami, Moleleki Frank Ledimo, Simon Mthimkhulu, Sam Nhlengethwa, John Roome, Ruth Sack, Mmakgabo Mmapula Sebidi, Robbin Ami Silverberg, Simon Stone, Grace Tshikhuve, Diane Victor, Nhlanhla Xaba: Emandulo Re-Creation. Durch die Initiative von Robbin Ami Silverberg und Kim Berman kamen zweiundzwanzig Künstler zusammen, um ein Buch zu erstellen, das ihre persönliche Sicht auf den Schöpfungsmythos zum Ausdruck bringt: Auf gleich großen Papieren druckte jeder Künstler eine männliche Figur auf die eine Hälfte des Papiers und eine weibliche Figur auf die andere (mit einer Ausnahme, die zwei männliche Figuren zeigt). Beim Zusammenfügen der Einzelwerke zu einem Gemeinschaftswerk wurden die Seiten zweimal so Quergeteilt, dass der Betrachter die Blätter mischen kann.[7]
- 1999: From dreams to ashes. Auflage: 4. Beifuß und handgeschöpftes Papier aus Manilahanf, Streichhölzer, Tintenstrahldruck von Fotos und handgeschriebener Text. Text über Geheimnisse und Träume von Frauen.
- 2000: Mourning Prayer 2. Auflage: 20. Tintenstrahldruck auf handgeschöpftem Papier, Teakholz, Glimmer, Band. Buchskulptur, die sich mit der Todestreppe im Granitsteinbruch von Mauthausen auseinandersetzt.
- 2001: Duster 2. Auflage: 47. Buchdruck auf handgeschöpftem Papier aus Manilahanf und Stoffreste, Holz, gewachste Flachskordel. Text über die Wiederverwendung von Büchern als Staubwedel nach japanischem Vorbild.
- 2001: The Clutter of Love. Unikat. Archivtintenstrahldruck auf handgeschöpftem Papier, Holz, gewachste Flachskordel.
- 2002: Spun into gold. First 100+ words. 2 Auflagen von je 3 Kopien. Archivtintenstrahldruck auf gesponnenem handgeschöpftem Papier aus Maulbeerfasern. Gedruckt wurden die ersten hundert Worte von Silverbergs Tochter.
- 2002: Mit Ágnes Eperjesi: Brushes. Biography of A. Auflage: 10. Referenz an Sol Lewitts „Autobiography“, Mappe, Texte, Fotografien und Bürsten.
- 2003: Soloman's wisdom I. 1 Exemplar. Besprühtes Flachs- und Hanfpapier, Graphit und Heftklammern. Buch in Ziehharmonikafaltung. Nachvollziehung der Sicht der Kabbalisten auf die Tora, dass nur zwischen den Buchstaben und Wörtern Weisheit gefunden wird.
- 2004: Simulacrum. 18 handbeschriebene Papiere von Dobbin Mill. Nicht beschriebene Lücken wurden ausgeschnitten. Die durchscheinenden Blätter liegen zwischen Glasscheiben. Die Texte sind Ausschnitte von Erzählungen jüdischer Frauen von Anfang des 20. Jahrhunderts über ihren schwierigen Alltag, der normalerweise nicht Gegenstand geschriebener Texte ist.
- 2004: Gilded Manhattan (Vergoldetes Manhattan).
- 2005: Just 30 words. Auflage 30. Im Buchdruckverfahren gedruckt bei The Artists' Press, Südafrika auf Hanfpapier von Dobbin Mill mit Wasserzeichen. Menschliche Haare, Eierschalen-Collage, handkolorierte Blätter. 1944 wurden nach Auschwitz deportierte ungarische Juden aufgefordert, Postkarten nach Hause zu schicken mit dem Inhalt, dass es ihnen gut gehe im Kurort Bad Waldsee. Gleichzeitig mussten sie den Adressaten auffordern, eine Antwort in maximal 30 Worten zu geben. Silverberg testet in verschiedenen Texten, wie viel man mit 30 Worten sagen kann. DNB 986202215
- 2005: Text-iles. Unikate in 11 Varianten. Gedruckter Text auf handgeschöpften Papierbändern, hölzerne und metallene Industriespulen. Auf den durchscheinenden Papierbahnen sind Sprichwörter über die Arbeit von Frauen gedruckt.
- 2005: Book of Seconds: Memory Loss. Auflage 15. Handgeschöpftes Papier mit Zellstoffmalerei, Wasserzeichen im Siebdruckverfahren, Archivtintenstrahldruck, mit Schreibmaschine und handgeschriebener Text. Text von Silverberg. Selbsterstellte Post-its repräsentieren das Vergessen. Das Gefühl von Verlust und Vergänglichkeit wird dargestellt.
- 2006: Home sweet home. Auflage 20. Archivtintenstrahldruck auf durchscheinendem handgeschöpftem Papier. Pläne eines Einfamilienhauses angefüllt mit Sprichwörtern.
- 2007: Home sweet home. Auflage 20. Kommerzielles Papier. Pläne eines Einfamilienhauses angefüllt mit Sprichwörtern.
- 2007: A nightmare's resolution. Auflage 10. Archivtintenstrahldruck und Handschrift auf handgeschöpftem Papier. Text von Silverberg. Ein sich wiederholender Alptraum wird in 4 Heften nach und nach aufgearbeitet.
- 2007: Proverbial Threads. Unikate in über 100 Varianten. Bedrucktes und gestaltetes handgeschöpftes Papier, hölzerne und metallene Industriespulen. Auf jeder Spule wurde ein anderes frauenfeindliches Sprichwort über Frauen aufgewickelt.
- 2008: A week of jewels. Auflage 10. Papier von Dobbin Mill aus Palladiumblättern, Archivtintenstrahldruck und eingebettetem Glimmer. Text von Silverberg auf durchscheinendem Abacapapier, es geht um einen verlorenen Ring.
- 2009: Affidavit. Auflage 10. Archivtintenstrahldruck, Schreibmaschinenschrift, weiße Acrylmalerei, Notarstempel auf Papier von Dobbin Mill. Text von Silverberg über einen Tag eines ungarischen Künstlers, der seine Dokumente beim Notar anerkennen lassen will. Der Text basiert auf der gleichnamigen Erzählung des ungarischen Schriftstellers István Örkény.
- 2009: Rondo. Auflage 10. Archivtintenstrahldruck und Schreibmaschinenschrift auf Papier von Dobbin Mill und DVD „Mrs. Wolf's Dream“. Der Text basiert auf der gleichnamigen Erzählung des ungarischen Schriftstellers István Örkény. Es geht um die Sekretärin Mrs. Wolf.
- 2011: Solomon's wisdom: A faible, a poem, a eulogy, a dream, ten nests, eight holes. Auflage 5. Archivtintenstrahldruck auf handgeschöpftem Papier, Heftklammern aus rostfreiem Stahl. Vier Texte: die Grabrede für die Mutter, die Geschichte vom Urteil des Salomon, das Gedicht La Palabra (Das Wort) von Pablo Neruda, eine Traumsequenz.
- 2011: Subterranean geography. Dobbin Books, New York, NY 2011, DNB 1027283527.
- 2011: Self Scrutiny. Auflage 20. Glasspiegel, Archivtintenstrahldruck auf handgeschöpftem Papier aus Baumwolle, Manilahanf und eingeweichten Katalogkarten, 49 Katalogkarten einer Bücherei, Seide, Metall. Nach einem Text des ungarischen Schriftstellers István Örkény mit Kommentaren von Silverberg.
- 2011: Subterranean Geography I. Unikate in 5 Varianten. Geschnittene Karten von Untergrundbahnen von New York City. Archivtintenstrahldruck auf handgeschöpftem Papier, Katalogkarten aus Bibliotheken, Acrylmalerei. Text von Silverberg. Im Text geht es um die erste U-Bahn-Haltestelle von New York City.
- 2012: Subterranean Geography II. Unikate in 10 Varianten. Geschnittene Karten von Untergrundbahnen von New York City. Archivtintenstrahldruck auf handgeschöpftem Papier, Katalogkarten aus Bibliotheken, Acrylmalerei. Text von Silverberg. Im Text die zurückgelegten U-Bahnstrecken eines Tages.
- 2012: Abriss. Unikate mit 10 Varianten in Deutsch, Französisch und Englisch. Archivtintenstrahldruck auf handgeschöpftem Papier mit eingearbeitetem Papiermüller der Straßen von New York City. In Anlehnung an das serbische Märchen Kaiser Trojans Ziegenohren, geht es darum, dass die Erde nichts verliert. DNB 1027206247
- 2012: Mental mirror. Verschiedene Serien von 3 Ausgangsobjekten. Archivtintenstrahldruck auf handgeschöpftem Papier, Heftklammern aus rostfreiem Stahl, Papierabfall. Es geht um Selbstwahrnehmung und gespiegelte Reflexionen. Dafür liegen drei Texte zugrunde: Das serbische Märchen Kaiser Trojans Ziegenohren, ein Traumprotokoll von Silverberg und das Gedicht von Peter Handke Lied vom Kindsein. DNB 1027206247
- 2014: Continual conversation with a silent man. Unikate in 10 Varianten. Archivtintenstrahldruck auf handgeschöpftem Papier, Mädchenschlüpfer, Aluminiumfolie. Buch im Buch. Der Text basiert auf einer Erzählung von Yasunari Kawabata und Gedichttiteln von Wallace Stevens. Es wird Missbrauch und Verlust thematisiert.
- 2014: Smell of winter. Auflage 10. Archivtintenstrahldruck auf handgeschöpftem Papier, eigens für das Buch entwickeltes Parfüm von MCMC Fragrances. Eingearbeitet sind Fotografien, Seide und Papierschnipsel. Text von Silverberg. Es geht um die Erfahrbarmachung und unter die Lupe nehmen des Winters.
- 2015: Mirror mirror, or the tainted tain. Auflage 10. Neun nicht gebundene Mappen aus handgeschöpftem Papier, das bedruckt ist mit Archivtintenstrahldruck. Selfies, Folien und Vergoldungen gehören dazu. Es geht um Reflexionen über die Menstruation. Ausgangspunkt ist ein Text von Aristoteles.
- 2016: Seeing the unsighted. Auflage 3. Box mit vier Pferdehaarbürsten, Buch, handgeschöpftes Papier mit Wasserzeichen, Archivtintenstrahldruck, Palladium-Vergoldung. Der Text ist Ovids Metamorphosis und wird von Silverberg kommentiert.
- 2017: Reading hot spots in New York City. Unikate mit 10 Varianten. Handgeschöpftes Papier mit eingearbeiteten Stücken von Katalogkarten der Brooklyn Museum Library, Archivtintenstrahldruck von Fotos, Stadtpläne, die so ausgeschnitten sind, dass nur Straßen übrig sind, Stoff und Bänder. Enthalten sind zufällig gefundene Sätze in 340 Büchern der Brooklyn Museum Library.
- 2018: Memory walk. Auflage 8. Jede Ausgabe enthält ein Kassettenband mit unterschiedlichen Aufnahmen. Archivtintenstrahldruck und Temperamalerei auf handgeschöpftem Papier. Text von Silverberg. Es geht um die Erinnerung an unterschiedliche Orte.
- 2019: mit Kim Berman: Walls of Kakistopia. Auflage 8. Kaltnadelarbeiten, Einblattdrucke, Kollagen, Zeichnungen und handbeschriebenes Papier von Dobbin Mill, geätzter Metallschuber. Texte von Berman und Silverberg und aus Internet Lexika. Inhalt sind die Grenzanlagen von Robben Island, Palästina und den Vereinigten Staaten von Amerika, die Handschrift von Donald Trump wird in den Texten imitiert.
- 2020: I am here. Enthält Fotografien aus dem Internet von Mauern und Zäunen, die Grenzen zwischen Ländern verändert haben: Ägypten-Gaza, Griechenland-Nordmazedonien, Ungarn-Serbien, Indien-Bangladesh, Indien-Pakistan, Nordirland-Irland, Israel-Gaza, Israel-Libanon, Israel-West Bank, Deutschland, Spanien-Marokko, Türkei-Iran, USA-Mexico, USA-Kanada.

## Ausstellungen (Auswahl)
Silverberg machte von 1994 bis 2021 29 Einzelausstellungen und nahm seit 2000 an über 100 Gruppenausstellungen teil. Im Folgenden sind einige wichtige Ausstellungen aufgelistet:
Gruppenausstellungen
- 1996: In the Flow: Alternative Authoring Strategies in der Franklin Furnace Gallery, New York City. Silverberg entwarf dafür das Buchobjekt titok.
- 2003: La Galería, Guadelajara, Mexiko
- 2010: You Are Here – Mapping the Psychogeography of New York City[8] in der Manhattan Gallery des Pratt Instituts. Die Ausstellung wurde von Katharine Harmonatt kuratiert. Silverbergs Beitrag war eine Serie von Plakaten, die sie in den Straßen von New York City verteilte.[1]
- 2012: Ten Years Later: Artists Remember 9/11 der Yale University Art Gallery, New York.[9]
- 2016: Artists’ Books and Africa im National Museum of African Art. Die Ausstellung wurde von Janet Stanley kuratiert. Robbin Ami Silverberg und Kim Berman arbeiteten mit zweiundzwanzig afrikanischen Künstlern. Jeder von ihnen erstellte einen Druck zum Thema „Erschaffung eines surrealistischen Exquisite Corpse“. Dieses Werk hat den Namen „Emandulo Re-Creation“.[10]
- 2021: The Body and the Book, Galerie Druck & Buch, Wien.

Einzelausstellungen
- 2005: Whanki Museum, Seoul, Korea.
- 2009: Three-Minute Stories im Petöfi Irodalmi Museum, Budapest.
- 2014: Reality is as thin as paper in der Galerie Druck & Buch, Wien.[11]
- 2020: Read me like a book in der Pratt Institute Library, Brooklin, New York.[12]

## Auszeichnungen (Auswahl)
- 2007: Pratt Institute Faculty Development Grant
- 2010: Pratt Institute Faculty Development Grant
- 2012: The College Book Art Association (CBAA), Oakland, CA 2012
- 2015: Pratt Institute Faculty Development Grant
- 2017: Künstlerstipendium an der Europa-Universität Flensburg, Deutschland[13]
- 2017: Hauptrednerin des Booknesses colloquium, Johannesburg, Südafrika
- 2020: Franklin Furnace & The New York City Department of Cultural Affairs Grant, for the creation of a virtual exhibition website
- 2020: Isaac Anolic Jewish Book Arts Award

## Werke in öffentlichem Besitz
Exemplare von Silverbergs Künstlerbüchern finden sich weltweit in privaten und über 130 öffentlichen Sammlungen:

### Afrika
Bibliotheca Alexandrina, Jack Ginsberg Centre for Book Arts, Wits Art Museum Johannesburg, Galerie der Technischen Universität Durban.

### Amerika
Agnes Gund Collection, Allen Library der University of Washington, Jaffe Center for Book Arts in der Bibliothek der Florida Atlantic University, Boca Raton, Bibliothek des Art Institute of Chicago, Bainbridge Island Museum of Art, Zentralbibliothek der Baylor University, Boston Athenæum (Just 30 words, Gilded Manhattan, Week of jewels), Boston Public Library (Emandulo Re-creation), Bowling Green State University, Brigham Young University, Bibliothek des Brooklyn Museum of Arts, Bucknell University, California College of Art, Gould-Bibliothek am Carleton College, Center for Book Arts Collection, Cerritos Public Library, Chapman College, Gund Library am Cleveland Institute of Art, Butler Library & Avery Library an der Columbia University, Baker-Berry Library & Sherman Art Library am Dartmouth College, DePaul University, Drake University, Bibliothek der Duke University, Woodruff Library der Emory University, Franklin & Marshall College, George Mason University, Indiana University–Purdue University Indianapolis, Jaffe Center for Book Arts der Florida Atlantic University, Hale Library der Kansas State University, Bibliothek des Lafayette College, Lawrence University, Letterform Archive, Library of Congress, Special Collections der Long Island University, Bibliothek des Massachusetts College of Art, Bibliothek des Massachusetts Institute of Technology, Murray Library des Messiah College, Watson Library des Metropolitan Museum of Art, Mills College, Bibliothek des Museum of Modern Art, National Museum of African Art, Center for Art & Environment des Nevada Museum of Art, Newark Public Library, Bibliothek der Northwestern University, Special Collections des Oberlin College, Ohio University, Otis School of Art and Design, Pennsylvania State University, Bibliothek des Queens College, Bibliothek der Rutgers University, Bibliothek der Rhode Island School of Design, Ringling College of Art, Sackner Archive, Schomburg Center for Research in Black Culture, New York Public Library, SCAD Atlanta, Scripps College, Saint John’s University (Minnesota), Saint Olaf College, Green Library der Stanford University, Bibliothek Swarthmore College, Temple Judea Museum, Temple University, Toledo Art Museum, Tufts University, W. Van Alan Clark Jr. Library, UC Berkeley Bancroft Library & the Environmental Design Library, UCLA Arts Library, Davidson Library der University of California, Santa Barbara, McHenry Library der University of California, Santa Cruz, Bibliothek der University of Delaware, Penrose Library der University of Denver, Hargrett Library der University of Georgia, University of Indiana, University of Miami, Bibliothek der University of Michigan, University of Minnesota, Bibliothek der University of New Mexico, University of New Mexico (Valencia County), University of Oregon, Annenberg Library der University of Pennsylvania, University of Pittsburgh, University of Tulsa, Marriott Library der University of Utah, Bailey/Howe Library der University of Vermont, University of Washington, Bibliothek der University of West Michigan, Art Library der University of Wisconsin-Madison, Virginia Commonwealth University, Cabal Library, Wallace Library, Wellesley College Library des Wheaton College (Massachusetts), Clapp Library der Wesleyan University, Wallace Library des Wheaton College (Illinois), Bibliothek des Whitney Museum of American Art, Chasanoff Bookworks Collection der Yale University Art Gallery, Beinecke Rare Book and Manuscript Library der Yale University, Art of the Book der Yale University, McLaughlin Gallery Oshawa, Memorial University of Newfoundland (Queen Elizabeth II Library), Bibliothek der University of Alberta, National Museum of African Art (Emandulo Re-Creation)

### Asien
Technische Universität Kyoto, Museum Center Baku

### Australien
Bibliotheca Librorum Apud Artificem (Craps, A Compendium to Affidavit, Affidavit, The ABC of Love (in Knots), Smell of Winter, Kakistocracy)

### Europa
Bayerische Staatsbibliothek, Bibliothèque Nationale de France, Bibliothéque Nationale du Luxembourg, Kantons- und Universitätsbibliothek Lausanne, Deutsche Nationalbibliothek, Deutsches Buch- und Schriftmuseum, Herzog August Bibliothek, Herzogin-Anna-Amalia-Bibliothek, Julia Vermes Collection im Gutenberg Museum, Szent István Király Muzeum, Kunst- und Museumsbibliothek der Stadt Köln, Leopold-Hoesch-Museum, Lyrik Kabinett München, Ungarisches Museum für Kunstgewerbe, Museum für angewandte Kunst (Wien), Museum der bildenden Künste Budapest, Museum für Gestaltung Zürich, Museum Meermanno-Westreenianum Den Haag, Königliche Bibliothek der Niederlande, Collectie Koopman, Österreichische Nationalbibliothek, Universitätsbibliothek Basel, Szabad Iskola Mór, Sächsische Landesbibliothek – Staats- und Universitätsbibliothek Dresden, Universitätsbibliothek der Universität für angewandte Kunst Wien, Van Abbemuseum, Württembergische Landesbibliothek (Just 30 words)